# Isidoro Díaz
Isidoro Díaz Mejía (* 14. Februar 1938 in Acatlán de Juárez, Bundesstaat Jalisco) ist ein ehemaliger mexikanischer Fußballspieler, der zwischen 1955 und 1968 für Chivas Guadalajara spielte und Teil jener legendären Mannschaft war, die in den neun Jahren zwischen 1957 und 1965 siebenmal mexikanischer Meister wurde und den Beinamen „Campeonísimo“ erhielt. In den frühen Jahren spielte er als Rechtsaußen und später als rechter Mittelfeldspieler. Bekannt war er auch unter seinem Spitznamen „el Chololo“ (der Mestize).

## Laufbahn
Obwohl er zu Beginn seiner Laufbahn als Rechtsaußen fungiert hatte und in dieser Rolle für viel Wirbel und Unruhe im gegnerischen Strafraum sorgte, beorderte sein Vereinstrainer De la Torre ihn ins rechte Mittelfeld zurück. Diese Position bekleidete er seit den frühen 1960er Jahren und behielt sie bis zum Ende seiner Karriere bei. Auf beiden Positionen gehörte er zu den besten Spielern seiner Zeit in Mexiko. Eine Tatsache, die durch seine insgesamt 63 Länderspieleinsätze in den zehn Jahren zwischen 1960 und 1970 untermauert wird. Kein anderer Spieler aus der Epoche des „Campeonísimo“ stand so oft für die mexikanische Nationalmannschaft auf dem Feld. Dabei erzielte er insgesamt 13 Tore; davon allein drei in einem WM-Qualifikationsspiel gegen Jamaika (8:0) am 7. Mai 1965. 
Diaz wurde für drei Weltmeisterschaften in den Nationalkader berufen: 1962, 1966 und 1970. Während er in den ersten beiden Fällen Stammspieler war, der in allen Begegnungen mitwirkte, kam er 1970 bei der WM im eigenen Land nicht mehr zum Einsatz. Denn zu jener Zeit war er nicht mehr der unangefochtene Spitzenspieler auf seiner Position, was wohl auch der Anlass seines Fortgangs von Chivas Guadalajara und der am Ende seiner Laufbahn häufigen Wechsel war. So spielte er von 1968 bis 1970 beim Club León, anschließend eine Spielzeit (1970/71) für den ebenfalls in Chivas Guadalajara beheimateten CSD Jalisco und zuletzt (1971/72) für den Zweitligisten Mastines de Naucalpan.

## Erfolge
- Mexikanischer Meister (7): 1957, 1959, 1960, 1961, 1962, 1964, 1965
- Mexikanischer Supercup (6): 1957, 1959, 1960, 1961, 1964, 1965
- Pokalsieger (1): 1963
- CONCACAF-Champions’-Cup-Sieger (1): 1962